# Wereldkampioenschappen zwemmen 2022 – 4×100 meter vrije slag mannen
De 4×100 meter vrije slag voor mannen op de wereldkampioenschappen zwemmen 2022 in Boedapest vond plaats op 18 juni 2022. De acht snelste ploegen in de series kwalificeerden zich voor de finale.

## Records
Voorafgaand aan het toernooi waren dit het wereldrecord en het kampioenschapsrecord.
| Wereldrecord         | Verenigde Staten Michael Phelps Garrett Weber-Gale Cullen Jones Jason Lezak | 3.08,24 | Peking  | 11 augustus 2008 |
| Kampioenschapsrecord | Verenigde Staten Caeleb Dressel Blake Pieroni Zach Apple Nathan Adrian      | 3.09,06 | Gwangju | 21 juli 2019     |

## Uitslagen

### Series
| Rang | Serie | Baan | Land                | Namen | Tijd    | Bijz. |
| ---- | ----- | ---- | ------------------- | --- | ------- | ----- |
| 1    | 2     | 4    | Verenigde Staten    | Hunter Armstrong (48,34) Ryan Held (47,13) Justin Ress (47,57) Brooks Curry (47,76)                                     | 3.10,80 | Q     |
| 2    | 2     | 5    | Australië           | William Yang (48,63) Matthew Temple (48,40) Jack Cartwright (47,83) Kyle Chalmers (47,11)                               | 3.11,97 | Q     |
| 3    | 2     | 3    | Hongarije           | Szebasztián Szabó (48,61) Kristóf Milák (47,36) Richárd Bohus (48,71) Nándor Németh (47,70)                             | 3.12,38 | Q     |
| 4    | 1     | 3    | Verenigd Koninkrijk | Lewis Burras (48,69) James Guy (48,29) Matthew Richards (47,99) Jacob Whittle (47,58)                                   | 3.12,55 | Q     |
| 5    | 1     | 5    | Canada              | Ruslan Gaziev (48,78) Yuri Kisil (48,75) Javier Acevedo (48,27) Joshua Liendo (47,28)                                   | 3.13,08 | Q     |
| 6    | 1     | 4    | Italië              | Alessandro Miressi (48,32) Thomas Ceccon (49,00) Lorenzo Zazzeri (47,95) Manuel Frigo (47,86)                           | 3.13,13 | Q     |
| 7    | 2     | 6    | Brazilië            | Gabriel Santos (49,04) Marcelo Chierighini (48,07) Felipe Souza (48,74) Vinicius Assunção (47,91)                       | 3.13,76 | Q     |
| 8    | 2     | 2    | Servië              | Velimir Stjepanović (48,98) Uroš Nikolić (48,93) Andrej Barna (47,25) Nikola Aćin (49,10)                               | 3.14,26 | Q     |
| 9    | 2     | 7    | Israël              | Tomer Frankel (49,08) Gal Cohen Groumi (48,28) Denis Loktev (48,86) Meiron Cheruti (49,13)                              | 3.15,35 |       |
| 10   | 2     | 8    | China               | Yang Jintong (49,39) Hou Yujie (50,07) Hong Jinquan (48,28) Pan Zhanle (47,65)                                          | 3.15,39 |       |
| 11   | 1     | 2    | Zweden              | Björn Seeliger (49,06) Isak Eliasson (48,46) Robin Hanson (48,45) Elias Persson (49,49)                                 | 3.15,46 |       |
| 12   | 1     | 8    | Zuid-Korea          | Hwang Sun-woo (48,07) Lee Yoo-yeon (49,09) Kim Ji-hun (49,23) Kim Min-joon (49,29)                                      | 3.15,68 |       |
| 13   | 1     | 6    | Griekenland         | Odysseus Meladinis (49,34) Stergios Bilas (48,87) Evangelos Makrygiannis (49,88) Dimitrios Markos (49,74)               | 3.17,83 |       |
| 14   | 1     | 0    | Singapore           | Quah Zheng Wen (49,25) Jonathan Tan (49,08) Mikkel Lee (49,99) Darren Chua (50,44)                                      | 3.18,76 |       |
| 15   | 1     | 7    | Egypte              | Youssef Ramadan (48,90) Marwan Elkamash (50,08) Abdelrahman Sameh (50,88) Mohamed Samy (49,60)                          | 3.19,46 |       |
| 16   | 1     | 1    | Thailand            | Dulyawat Kaewsriyong (50,67) Tonnam Kanteemool (51,95) Ratthawit Thammananthachote (53,19) Navaphat Wongcharoen (51,04) | 3.26,85 |       |
| 17   | 2     | 1    | Vietnam             | Trần Hưng Nguyên (51,85) Hồ Nguyễn Duy Khoa (53,47) Hoàng Quý Phước (50,56) Nguyễn Hữu Kim Sơn (52,32)                  | 3.28,20 |       |
| —    | 2     | 0    | Hongkong            | Nicholas Lim (52,08) Ian Ho Lau Shiu Yue Cheuk Ming Ho                                                                  | DSQ     | DSQ   |

### Finale
| Rang   | Baan | Land                | Namen                                                                                             | Tijd    | Bijz. |
| ------ | ---- | ------------------- | ------------------------------------------------------------------------------------------------- | ------- | ----- |
| Goud   | 4    | Verenigde Staten    | Caeleb Dressel (47,67) Ryan Held (46,99) Justin Ress (47,48) Brooks Curry (47,20)                 | 3.09,34 |       |
| Zilver | 5    | Australië           | William Yang (48,41) Matthew Temple (48,17) Jack Cartwright (47,62) Kyle Chalmers (46,60)         | 3.10,80 |       |
| Brons  | 7    | Italië              | Alessandro Miressi (48,38) Thomas Ceccon (47,57) Lorenzo Zazzeri (47,35) Manuel Frigo (47,65)     | 3.10,95 |       |
| 4      | 6    | Verenigd Koninkrijk | Lewis Burras (48,09) Jacob Whittle (47,91) Matthew Richards (48,19) Tom Dean (46,95)              | 3.11,14 | NR    |
| 5      | 3    | Hongarije           | Nándor Németh (47,97) Szebasztián Szabó (47,37) Richárd Bohus (49,01) Kristóf Milák (46,89)       | 3.11,24 |       |
| 6      | 2    | Canada              | Joshua Liendo (47,87) Ruslan Gaziev (48,02) Javier Acevedo (47,97) Yuri Kisil (48,13)             | 3.11,99 |       |
| 7      | 1    | Brazilië            | Gabriel Santos (48,63) Marcelo Chierighini (47,77) Felipe Souza (48,18) Vinicius Assunção (47,63) | 3.12,21 |       |
| 8      | 8    | Servië              | Velimir Stjepanović (48,99) Andrej Barna (47,06) Uroš Nikolić (48,65) Nikola Aćin (49,13)         | 3.13,83 |       |